# 嫩登·辛格·拜索拉
嫩登·辛格·拜索拉（1960年2月20日—），印度外交官，曾任印度驻曼德勒总领事。

## 經歷
1983年，嫩登·辛格·拜索拉加入印度外事服務部。
拜索拉曾在河內、阿布達比、康提、倫敦和布拉格的印度使團擔任外交職務。2011年至2013年，代理印度驻约翰内斯堡总领事一职。2017年3月16日至2020年2月29日，擔任印度駐曼德勒總領事。

## 个人生活
已婚，育有两子。